# Hagalaz

Hagalaz
Variante im angelsächsischen Futhorc
Variante im jüngeren Futhark

Hagalaz (ᚺ), genannt auch „Hagall-Rune“, ist die neunte Rune des älteren Futhark und die siebte Rune des altnordischen Runenalphabets mit dem Lautwert h.
Der rekonstruierte urgermanische Name bedeutet „Hagel“. Diese Rune erscheint in den Runengedichten als altnordisch hagall, altenglisch hægl bzw. gotisch haal.

## Runengedichte
Der Name der Rune ist in drei der überlieferten Runengedichten zu finden:
| Runengedicht | Deutsche Übersetzung |
| Altnorwegisch Hagall er kaldastr korna; Kristr skóp hæimenn forna.                                                        | Hagel ist das kälteste Korn; Christus schuf die alte Welt.                                                                |
| Altisländisch Hagall er kaldakorn ok krapadrífa ok snáka sótt.                                                            | Hagel ist das kälteste Korn und Schauer von Graupel und Krankheit der Schlangen.                                          |
| Altenglisch Hægl byþ hwitust corna; hwyrft hit of heofones lyfte, wealcaþ hit windes scura; weorþeþ hit to wætere syððan. | Hagel ist das weißeste der Körner; es fällt herab aus Himmels Luft und von Windböen verweht; wo es wird zu Wasser sodann. |

## Zeichenkodierung
| Unicode Codepoint | U+16BA                | U+16BB               | U+16BC                            | U+16BD                           |
| Unicode-Name      | RUNIC LETTER HAGLAZ H | RUNIC LETTER HAEGL H | RUNIC LETTER LONG-BRANCH-HAGALL H | RUNIC LETTER SHORT-TWIG-HAGALL H |
| HTML              | &#5818;               | &#5819;              | &#5820;                           | &#5821;                          |
| Zeichen           | ᚺ                     | ᚻ                    | ᚼ                                 | ᚽ                                |

## Trivia

### Bluetooth-Technologie
Das Logo der Bluetooth-Technologie leitet sich vom Namen des dänischen Königs Harald Blauzahn (englisch Harald Bluetooth) ab, der verfeindete Teile von Norwegen und Dänemark vereinte. Es besteht aus einem Monogramm der altnordischen Runen  ᚼ (H wie Hagalaz) und  ᛒ (B wie Berkano).

### Kunstgeschichtliche Entwendung
- Im Buch Geheimnis der Runen (1908)[6] entwarf der Esoteriker und Vertreter der völkischen Bewegung Guido von List (1848–1919) ein Runen-System, in dem die jüngere Hagalaz-Rune die „Mutter“-Rune bildete.[7] Bemerkenswert ist, dass dieses Buch die Textfiguren übernimmt, die sein Zeitgenosse[8], der Ornamentalist Friedrich Fischbach (1839–1908) in seinem Buch Ursprung der Buchstaben Gutenbergs. Beitrag zur Runenkunde veröffentlichte. Dabei ordnete List jeder Rune seines Futhark-Alphabets eine okkulte Bedeutung zu. Weiterhin knüpfte seine Theosophie an Rassenlehre und Ariertheorie an, so dass er als Begründer der rassistisch-okkultistischen Ariosophie angesehen wurde.
- Werner von Bülow gab der Zeitschrift der 1925 gegründeten esoterisch-rassistischen Edda-Gesellschaft 1929 den Namen Hag All All Hag, später schlicht Hagal, nach der Rune. Die Zeitschrift bestand bis 1939. Ihre Autoren deuteten die Machtergreifung des Nationalsozialismus als Ergebnis kosmischer Gesetze, propagierten die Unterordnung des Individuums unter die faschistische Idee der Volksgemeinschaft, beschrieben „arische“ Familientraditionen von SS-Mitgliedern wie Karl Maria Wiligut, begrüßten den Anschluss Österreichs und weitere deutsche Annexionen in Osteuropa.[9]

### Rassistische und rechtsextreme Verwendung
- Der Esoteriker Karl Maria Wiligut schenkte dem „Reichsführer SS“ Heinrich Himmler 1934 ein „Ur-Vatar-Unsar“, das Runen aus dem jüngeren Futhark, darunter die Hagal-Rune, in Gebetsform als Gottesnamen darstellte: „Vatar unsar, der Du bist der Aithar. Gibor ist Hagal des Aithars und der Irda!“.[10] Wiligut entwarf im Auftrag Himmlers auch einen „Ehrenring“ für SS-Mitglieder, der neben dem Hakenkreuz, der Siegrune und dem SS-Totenkopf auch die Hagal-Rune trug. Den Ring sollten anfangs nur SS-Führer aus der „Kampfzeit“ vor 1933 mit einer Mitgliedsnummer unter 5000 erhalten. Seit Beginn des Zweiten Weltkriegs (1. September 1939) wurde der Ring jedoch an fast jeden SS-Führer vergeben, besonders an alle Absolventen der SS-Junkerschulen.[11] Zu jeder Rune des SS-Ehrenrings gehörten Sinnsprüche, die Wiligut fast wörtlich aus Guido von Lists Buch Geheimnis der Runen übernommen hatte. Der Spruch zur Hagal-Rune lautete: „Umhege das All in Dir und Du wirst das All beherrschen“.[12] Die 6. SS-Gebirgs-Division „Nord“ verwendete die Hagal-Rune als ihr Kennzeichen, auch auf Militärfahrzeugen an der Ostfront.[13]
- Um 1938 war die Anstalt von Arnsdorf eine Ausbildungsstätte von Schwestern „unter der Hagallrune“.[14]
- Rechtsextreme Esoteriker verwenden weiterhin die sechsgliedrige Hagal-Rune als Symbol für das Allumfassende, Tod und Leben, etwa auf Grabsteinen anstelle des christlichen Kreuzes.[15]
- Rechtsextreme Gruppen verwenden gerne diese Rune. Die 1998 gegründete Deutsche Heidnische Front verwendete die Hagal-Rune als ihr Symbol.[16] Im selben Jahr wurde in Dresden erneut eine nach der Rune benannte rechtsextreme Zeitschrift Hagal gegründet. Sie veröffentlicht Artikel zum Neuheidentum, zu Theoretikern des Faschismus wie Julius Evola und zur Dark-Wave-Szene. Die neurechte Zeitschrift Junge Freiheit lobte sie dafür.[17] Das seit 2017 auftretende Internet-Netzwerk Reconquista Germanica verwendet eine Variante der Hagal-Rune auf schwarzem Grund als ihr Logo.